# Bernard Wolfe
Bernard Wolfe (* 28. August 1915 in New Haven, Connecticut; † 27. Oktober 1985 in Calabasas, Kalifornien) war ein US-amerikanischer Schriftsteller, der hauptsächlich Science-Fiction-Kurzgeschichten schrieb, aber am bekanntesten für seine Arbeit außerhalb des SF-Bereichs ist.

## Leben, Wirken und Wirkung
Bernard Wolfe studierte an der Yale University und erwarb 1935 einen Bachelor of Arts in Psychologie. Er arbeitete zwei Jahre bei der Handelsmarine und war als 22-Jähriger eine Zeitlang persönlicher Sekretär von Leo Trotzki in Mexiko. Sein Roman The Great Prince Died von 1959 ist eine Hommage an Trotzki. Später wurde Wolfe Kriegskorrespondent, Nachrichtenredakteur und freiberuflicher Schriftsteller und veröffentlichte Geschichten und Artikel hauptsächlich im Science-Fiction-Segment in vielen führenden Magazinen, wie zum Beispiel dem Galaxy. 1952 erschien sein einziger Science-Fiction-Roman Limbo, der 1989 auch auf Deutsch unter demselben Titel publiziert wurde. Diese breit angelegte und extravagante Satire ist nach Meinung der Autoren der Internetplattform The Encyclopedia of Science Fiction (SFE) vielleicht der beste und durchdachteste SF-Roman, der in den 1950er Jahren veröffentlicht wurde, obwohl Kurt Vonneguts fast zeitgleich erschienener Roman "Player Piano" (dt.: Das höllische System) in die gleiche Kerbe schlage. Die Handlung ist in einer Post-Holocaust-Ära nach dem Dritten Weltkrieg angesiedelt, einem Krieg, der von Computern ausgelöst und gesteuert wurde. Zwei Splitter-Gesellschaften haben überlebt: eine Insel-Dystopie, in der kriegerische Impulse durch Lobotomie kauterisiert werden und jener Teil von Kalifornien, der der Zerstörung entgangen ist, wo jetzt Aggression mit Autoaggression begegnet wird. Dort schneiden sich nämlich Männer absichtlich ihre eigenen Arme und Beine ab, um das Risiko eines Krieges zu vermeiden, und ersetzen ihre verlorenen Gliedmaßen durch Kybernetik-basierte Prothesen, die nicht in der Lage sind, Waffen zu handhaben. Limbo sei „komplex, ironisch, hetzend und voller Wortspiele“, befinden die SFE-Autoren. Wolfe verarbeitete in der Geschichte sein Wissen über die Psychoanalyse und seine Auffassung insbesondere dem modernen Menschen innewohnenden masochistischen Instinkt. Auch J. G. Ballard schwärmte immer wieder von diesem Buch, vielleicht auch deshalb, vermuten die Autoren, weil er dem Science-Fiction-Genre – wie Ballard selbst – damit eine andere, psychologisierende, Richtung hinzufügte.
In seiner Themenwahl war Wolfe nicht festgelegt. So befinden sich unter seinen danach entstandenen Geschichten eine satirische im Stile der „Slick Fantasy“, einem Fantasy-Subgenre, das nur aus typischen, zum Klischee gewordenen, trivialen Fantasy-Elementen besteht (The Never-Ending Penny), eine Geschichte über einen Hund, der im Vietnamkrieg zum Napalm-Opfer wird (The Bisquit Position), und in einer weiteren verarbeitete er Erkenntnisse aus der Schlafforschung (The Girl with Rapid Eye Movements). Die Wissenschaft war ihm nicht geheuer und die reine Science-Fiction-Literatur betrachtete er als deren Dienerin.
Neben SF schrieb er auch erotische Geschichten, wenn nicht gar „Schmuddelgeschichten“. Seine Autobiografie aus dem Jahr 1972 heißt demzufolge auch Memoirs of a Not Altogether Shy Pornographer.
Sein bedeutendstes Werk geht in eine völlig andere Richtung: Zusammen mit dem Jazz-Pionier Milton „Mezz“ Mezzrow verfasste er unter dem Titel Really the Blues (dt.: Jazz-Fieber) bereits 1946 dessen Biografie. Das Buch, das wie eine Musiker-Biografie beginnt, geht weit darüber hinaus. Es taucht tiefer in die Materie der Musik der Schwarzen ein als alle Vorgänger-Abhandlungen zusammen. Die Jazzkritiker Ernest Borneman und Hugues Panassié lobten in einer zeitnahen Buchbesprechung die Arbeit des Coautors, insbesondere die Wortgewandtheit, Umsicht, ungebrochene Ausdauer und unermüdliche Kraft, weil Mezzrow kein einfacher Charakter sei. Auch Schriftstellerkollege Henry Miller äußerte sich in einem Brief an Wolfe, der späteren Auflagen als Nachwort beigefügt wurde, begeistert über das Werk und wünschte sich eine weltweite Verbreitung.
In den 1960er-Jahren war Bernard Wolfe mit der Schauspielerin Dolores Michaels verheiratet.

## Werke in deutscher Übersetzung
- 1956: Jazz-Fieber. Nachwort von Henry Miller. Verlag Die Arche, Zürich.
  - 1986: Jazz-Fieber. Mit einem Nachwort von Henry Miller (= Ullstein-Buch 36527, Reihe Populäre Kultur). Ullstein, Frankfurt am Main/Berlin. ISBN 3-548-36527-2.
- 1989: Limbo. Utopischer Roman. (= Suhrkamp Taschenbuch 1659; = Phantastische Bibliothek, Band 239). Suhrkamp, Frankfurt am Main. ISBN 3-518-38159-8.